# Papežská fakulta Teresianum
Papežská fakulta Teresianum (italsky Pontificia Facoltà Teologica e Pontificio Istituto di Spiritualità Teresianum) je papežská fakulta pro vzdělávání karmelitánských řeholníků v Římě.
Byla založena bosými karmelitány pro studium teologie a antropologie.

## Historie
Fakulta byla založena 16. července 1935 Albertem Williamem (1878–1947), který byl generálním představeným bosých karmelitánů. Po několika letech se mu podařilo přesvědčit řádové spolubratry o vhodnosti založení vzdělávacího institutu pro jejich řeholi. Po druhé světové válce se fakulta musela přestěhovat do větších prostor na Via Pamphii. Funguje nepřetržitě od svého založení. V roce 2023 sídlí na Piazza San Pancrazio 5/a.

## Galerie

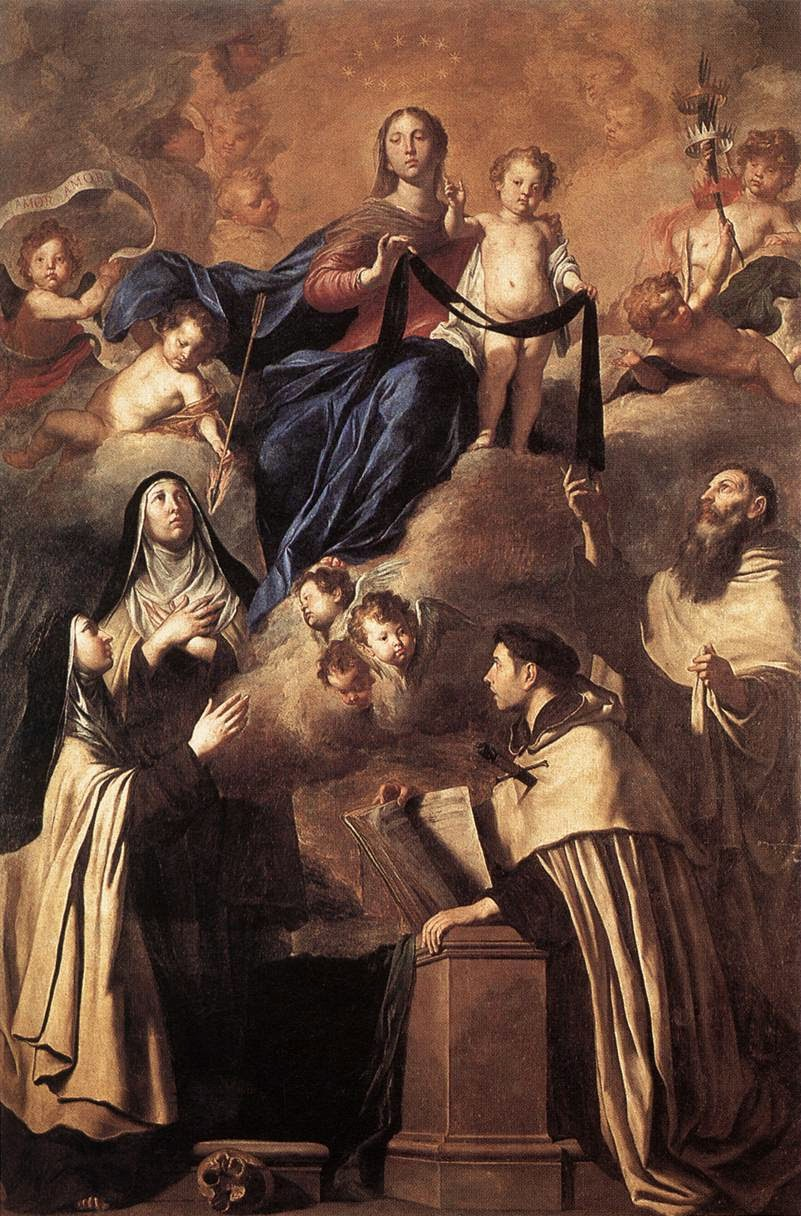
Panna Maria Karmelská, k jejíž poctě byla fakulta založena (Pietro Novelli, 1641)
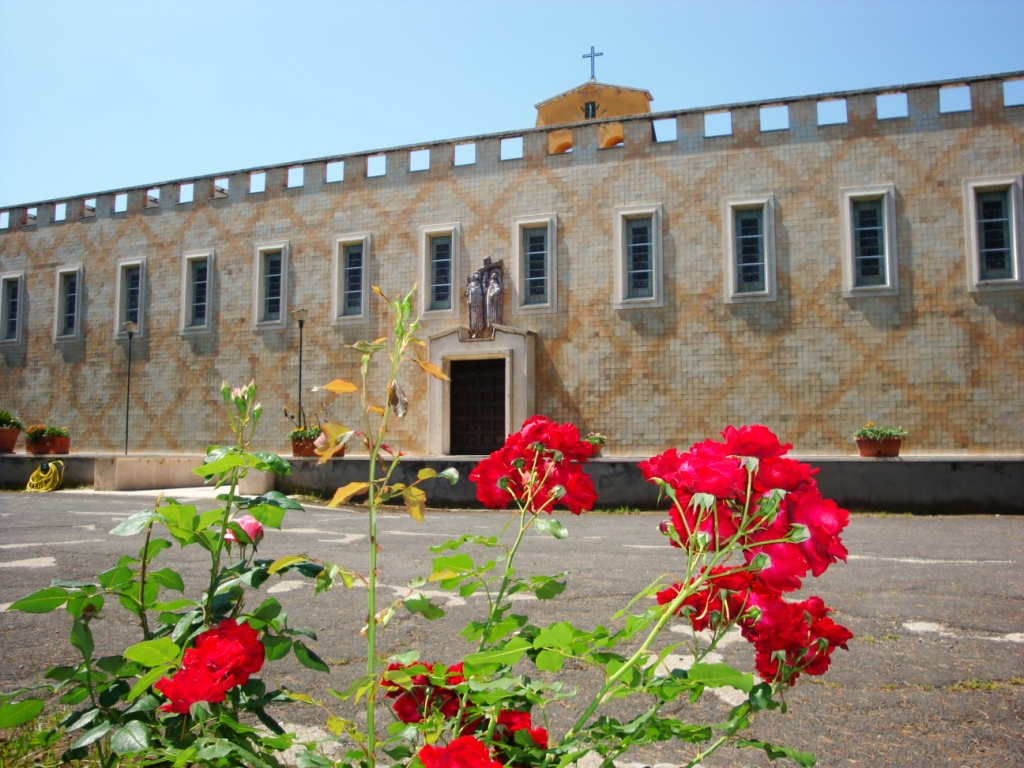
Teresianum
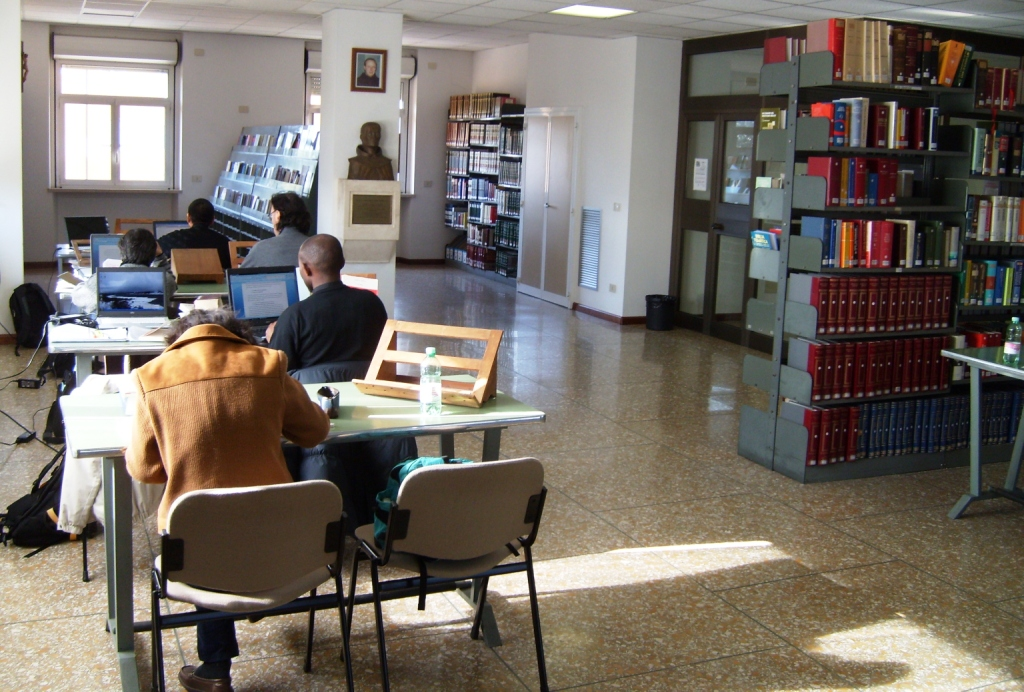
Studovna v Teresianu (2007)